# Macrobracon nigropilosus
Macrobracon nigropilosus är en stekelart som beskrevs av Baltazar 1963. Macrobracon nigropilosus ingår i släktet Macrobracon och familjen bracksteklar. Inga underarter finns listade i Catalogue of Life.